# いますぐ抱きしめたい
『いますぐ抱きしめたい』（いますぐだきしめたい、原題：旺角卡門、英語題：As Tears Go By）は1988年制作の香港映画。

## 概要
脚本家としてスタートしたウォン・カーウァイの監督デビュー作である。香港電影金像奨では作品賞・監督賞も含めて9部門でノミネートされ、助演男優（ジャッキー・チュン）と美術で最優秀賞を受賞した。ストーリーはいわゆる香港ノワールもので、後に「台本がない監督」という代名詞がついたとは思えないほどきちんとした時系列で語られるが、映像センスにはウォン・カーウァイ独自のスタイルがすでに見られる。カーウァイ独特の映画スタイルが完成するのは次作『欲望の翼』においてである。
日本では1989年の香港電影祭で『モンコク・カルメン』の邦題で上映された後、1991年に『いますぐ抱きしめたい』の邦題で劇場公開された。4Kレストア版が特集上映「ウォン・カーウァイ　ザ・ビギニング」として2023年12月8日より劇場公開された。

## ストーリー
ギャングの一員のアンディ（アンディ・ラウ）は、ランタオ島からやってきた従姉妹のマギー（マギー・チャン）と密かに想いを寄せ合うようになる。次々にトラブルを起こす弟分ジャッキー（ジャッキー・チュン）のトラブル処理のため身も心もボロボロになっていくアンディは、ランタオ島に戻ったマギーとつかの間の安息の時を過ごすのだが、再びジャッキーが問題を起こし、アンディは彼を救いに駆けつける……。

## キャスト
- アンディ：アンディ・ラウ
- マギー：マギー・チャン
- ジャッキー：ジャッキー・チュン
- トニー：アレックス・マン

## スタッフ
- 監督・脚本：ウォン・カーウァイ
- 製作：ローヴァー・タン
- 撮影：アンドリュー・ラウ
- 音楽：ダニー・チャン
- 美術：ウィリアム・チョン